# سوفيرني (آن)
سوفيرني (بالفرنسية: Sauverny)‏ هي بلدية فرنسية تقع في إقليم الآن في فرنسا. رمز إنسي لها هو:1397. أما الرمز البريدي لها فهو: 1220.